# Воля Угорська
Воля Угорська (пол. Wola Węgierska) — село на Закерзонні, у Польщі, у гміні Розвинниця Ярославського повіту Підкарпатського воєводства.
Населення — 610 осіб (2011).

## Розташування
Знаходиться в західній частині Надсяння. Розташоване на відстані 10 км на південь від адміністративного центру ґміни села Розвинниця, 20 км на південний захід від повітового центру Ярослава і 47 км на південний схід від воєводського центру Ряшева.

## Історія
За податковим реєстром 1589 р. село Воля Угорська було у володінні Івана Пенянжика, було 7 загородників без земельної ділянки, 3 коморники без тяглової худоби і 2 ткачі.
До 1772 року Воля Угорська входила до складу Перемишльської землі Руського воєводства Королівства Польського.
Відповідно до «Географічного словника Королівства Польського» в 1880 р. Воля Угорська знаходилась у Ярославському повіті Королівства Галичини і Володимирії, у селі були 84 будинки і 544 мешканці, з них 12 греко-католиків, 527 римо-католиків і 7 юдеїв. Греко-католики належали до парафії Порохник Порохницького деканату Перемишльської єпархії. На той час унаслідок півтисячоліття латинізації та полонізації українці лівобережного Надсяння опинилися в меншості.
Після розпаду Австро-Угорщини і утворення 1 листопада 1918 р. Західноукраїнської Народної Республіки Воля Угорська разом з усім Надсянням були окуповані Польщею в результаті кривавої війни. За переписом 30 вересня 1921 р. в селі були 789 жителів, з них 10 були греко-католиками, 766 — римо-католиками, а 13 — юдеями. Воля Угорська входила до Ярославського повіту Львівського воєводства, в 1934—1939 рр. — у складі ґміни Прухник. У 1937 р. в селі проживало 28 греко-католиків, які належали до парафії Порохник Порохницького деканату Перемишльської єпархії.
Українці не могли протистояти антиукраїнському терору після Другої світової війни. Частину добровільно-примусово виселили в СРСР. Решта українців села попала в 1947 році під етнічну чистку під час проведення Операції «Вісла» і була депортована на понімецькі землі у західній та північній частині польської держави, що до 1945 належали Німеччині.
У 1975—1998 роках село належало до Перемишльського воєводства.

## Демографія
Демографічна структура станом на 31 березня 2011 року:
|          | Загалом | Допрацездатний вік | Працездатний вік | Постпрацездатний вік |
| -------- | ------- | ------------------ | ---------------- | -------------------- |
| Чоловіки | 325     | 104                | 187              | 34                   |
| Жінки    | 285     | 82                 | 147              | 56                   |
| Разом    | 610     | 186                | 334              | 90                   |